# Gamsjoch
De Gamsjoch is een drietoppige berg in het Karwendelgebergte in de Oostenrijkse deelstaat Tirol en is de belangrijkste berg in de naar deze berg genaamde Gamsjochgroep. De middelste van de drie toppen is 2452 meter hoog.
De Gamsjoch ligt tussen het Laliderer Tal in het oosten en het Enger Tal in het westen. Aan de noordzijde is de berg via een smalle kam met de Ruederkarspitze verbonden, in het zuiden scheidt de Gumpenjöchl (1974 meter) de berg van de Gumpenspitze. De westelijke en de middelste top van de Gamsjoch zijn ongeveer even hoog, de oostelijke top ligt lager. De berg is aan alle zijden erg steil, aan de noordzijde is er zelfs sprake van 500 meter bijna loodrecht verval. Alleen de zuidzijde, waarover ook de gebruikelijke route voert, stijgt langzaam. Boven op de top is er een indrukwekkend uitzicht op de Laliderer Wanden, op de hele hoofdkam van de Karwendel alsook op de aangrenzende Sonnjoch- en Falkengroep.
De westelijke top van de Gamsjoch is een relatief veel beklommen bergtop in de Karwendel. Een gemarkeerde route voert vanaf de Engalm (1203 meter) westwaarts over weiden en dan door een opvallende kloof naar de losse stenen van de Gumpenkaar en vanaf hier verder naar de Gumpenjöchl (1974 meter). Van daaruit voert de weg over de zuidzijde eerst in oostelijke richting, vervolgens in noordwestelijke richting om dan via matig steile rotsklippen en losse stenen naar de westelijke top (2438 meter). Voor de totale klim, waarbij een hoogteverschil van 1235 meter moet worden overwonnen, is gemiddeld vier uur nodig.
Vanaf de westelijke top kan de middelste top worden bereikt. Van daaruit kan via een bergkam ook de oostelijke top worden beklommen, maar hiervoor is klimuitrusting benodigd en deze tocht is dan ook voorbehouden aan ervaren alpinisten.